# Igreja de São Césaire de Rapale
Igreja de São Césaire de Rapale é uma igreja católica romana em Rapale, Haute-Corse, Córsega. O edifício foi classificado como Monumento Histórico em 1840.